# Liste der Stolpersteine in Kampanien

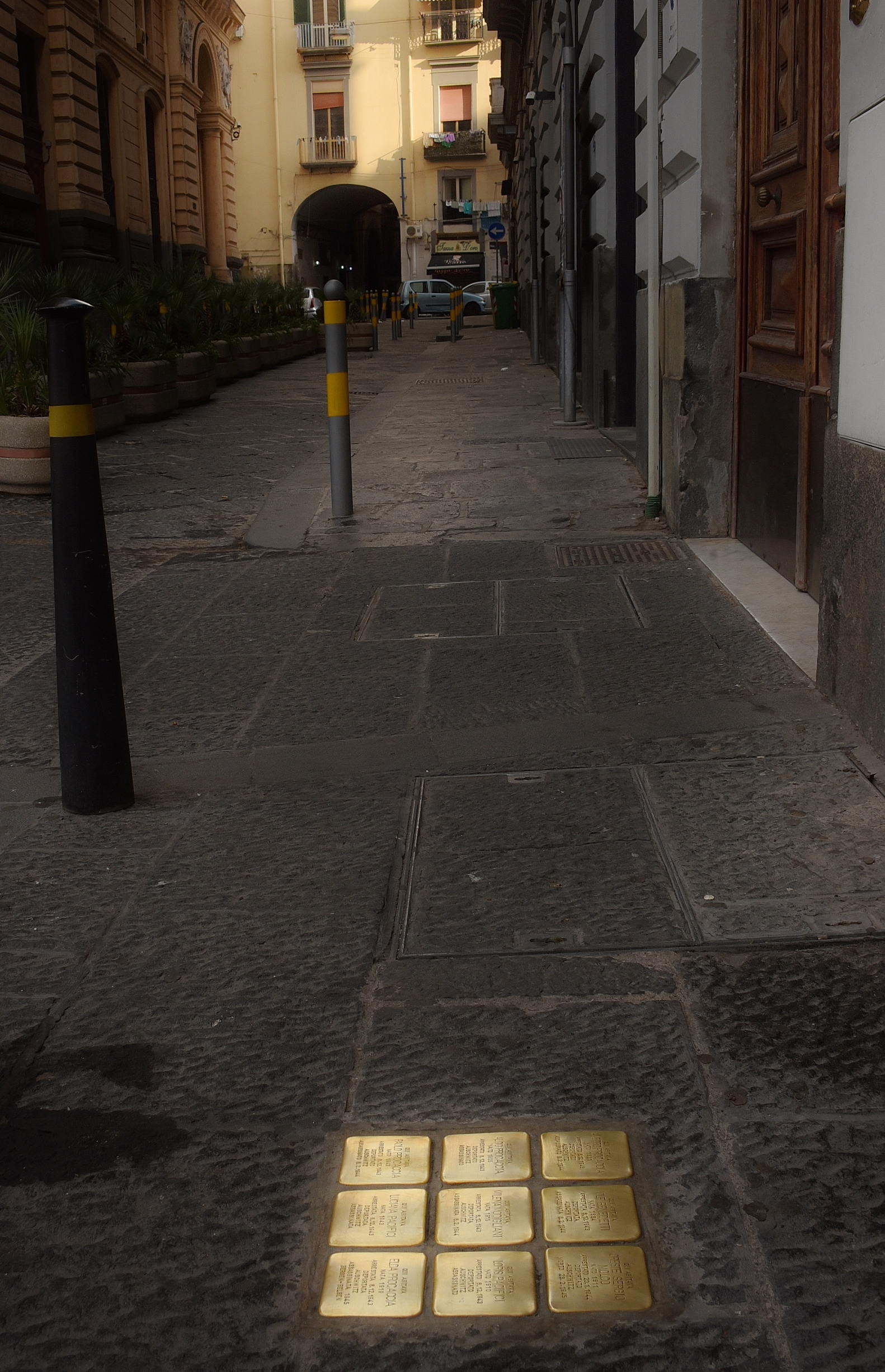
Stolpersteine in Neapel

Die Liste der Stolpersteine in Kampanien enthält die Stolpersteine in der italienischen Region Kampanien, die an das Schicksal der Menschen aus dieser Region erinnern, die von Nationalsozialisten ermordet, deportiert, vertrieben oder in den Suizid getrieben worden sind. Die Stolpersteine wurden von Gunter Demnig verlegt. Sie liegen im Regelfall vor dem letzten selbstgewählten Wohnort des Opfers. Ihre Bezeichnung lautet auf Italienisch: pietre d’inciampo.
Die ersten Stolpersteine in dieser Region wurden am 4. Januar 2020 in Neapel verlegt.

## Jüdische Geschichte von Neapel
Über Jahrhunderte hinweg hatte Neapel eine aktive jüdische Gemeinde, die gute und schlechte Zeiten erlebte, bis sie im Jahr 1541 definitiv aus der Stadt vertrieben wurden. Zwar wurden einige wenige Juden 1740 von den Bourbonen zurückgerufen, doch dauerte die Periode der Toleranz diesmal nur sieben Jahre. Erst ab 1831 konnten sich Juden wieder dauerhaft in Neapel ansiedeln, aber es waren nur wenige, die in die Stadt kamen. Die jüdische Präsenz war insbesondere für Geldgeschäfte gefragt und Carl Mayer von Rothschild war 1831 der erste, der sich hier niederließ, ein Bankhaus gründete und den Bourbonen einen großen Kredit gewährte, der ihnen die Rückkehr auf den Thron von Neapel ermöglichen sollte. Die Rothschilds bewohnten die heutige Villa Pignatelli, in der auch ein Oratorium untergebracht war, und förderten in den 1860er Jahren die Errichtung einer Synagoge in der Via Cappella Vecchia. In den 1920er Jahren lebten rund tausend Juden in Neapel, der historische Höchststand. Danach sank die Zahl der ansässigen Juden kontinuierlich. Die italienischen Rassengesetze trafen auch die Jüdische Gemeinde von Neapel hart. Juden waren von zahlreichen Berufen ausgeschlossen und durften nicht mehr studieren. Die neapolitanischen Juden griechischer Herkunft wurden ausgewiesen und mussten nach Griechenland zurückkehren. Die meisten von ihnen wurden später im Rahmen der Shoah aus Thessaloniki und Athen deportiert und ermordet. Im September 1942 wurden 36 junge Juden aus Neapel zur Zwangsarbeit in der Landwirtschaft eingeteilt. Sie kamen nach Tora e Piccilli, eine Gemeinde in der Provinz Caserta. Dort knüpften sie Kontakte zur örtlichen Bevölkerung und so konnten Ende 1942 einige jüdische Familien vor den Bombenangriffen aus Neapel in die kleine Ortschaft flüchten. Nach dem Waffenstillstand von Cassibile versteckten die Einheimischen rund fünfzig Juden in den Wäldern und konnten sie so vor Deportationen retten. In einem 4-tägigen Aufstand befreite sich Neapel Ende September 1943 selbst von der deutschen Besatzung. Dadurch, und durch den darauf folgenden Einmarsch der Alliierten, waren auch die in der Stadt verbliebenen Juden vor Deportation und Ermordung geschützt.
14 Juden aus Neapel jedoch, die vor den Bombardierungen nach Mittel- und Norditalien geflohen waren, wurden von deutschen Streitkräften gefasst, deportiert und ermordet. Darunter befand sich auch die Familie Pacifici, die neun der elf Familienmitglieder verlor. Nach dem Ende des Nazifaschismus hatte die jüdische Gemeinde von Neapel nur mehr 534 Mitglieder. Diese Zahl sank in den folgenden Jahrzehnten auf rund die Hälfte.

## Verlegte Stolpersteine

### Neapel
In Neapel wurden bisher dreizehn Stolpersteine an drei Adressen verlegt.

Die Tabelle ist teilweise sortierbar; die Grundsortierung erfolgt alphabetisch nach dem Familiennamen.
| Stolperstein | Übersetzung | Verlegeort                                     | Name, Leben |
| ------------ | --- | ---------------------------------------------- | --- |
|              | HIER WOHNTE IOLE BENEDETTI GEBOREN 1884 VERHAFTET 6.12.1943 DEPORTIERT AUSCHWITZ ERMORDET 6.2.1944                                                                          | Piazza Bovio, 33 ·                             | Iole Benedetti wurde am 28. Mai 1884 in Florenz geboren. Ihre Eltern waren Davide Benedetti und Enrica Lopes Pegna. Sie hatte zumindest eine Schwester, Elena. Sie war Hausfrau und verheiratet mit Amedeo Procaccia. Das Paar hatte drei Kinder: Aldo, Ivonne und Elda und drei Enkelkinder (Renato, Paolo und Luciana). 1918 zog die Familie nach Neapel, weil ihr Ehemann Schammes in der dortigen Synagoge wurde. Die jüngste Tochter wurde bereits in Neapel geboren. Schwiegertochter und Schwiegersöhne lebten später ebenso im Familienverband. Die Familie wollte sich 1943 in Sicherheit bringen und sie gingen gemeinsam in die Toskana, wo sie sich zu acht in einem alten Haus in Cerasomma, einem Stadtteil von Lucca versteckten, Sie wurden verraten und am 6. Dezember 1943 verhaftet. Nicht bei ihnen befand sich Tochter Yvonne, deren Ehemann und der gemeinsame Sohn. Iole Benedetti wurde gemeinsam mit ihren sieben anderen Familienmitgliedern in Bagni di Lucca interniert. Am 30. Januar 1944 wurde das Ehepaar mit sieben Verwandten, ihren Schwiegersohn hatte man am 20. Januar 1944 verhaftet, von Mailand mit dem Transport Nr. 6 nach Auschwitz deportiert. Die einzige Enkeltochter starb im plombierten Viehwaggon. Iole Benedetti und ihr Mann wurden unmittelbar nach der Ankunft am 6. Februar 1944 in der Gaskammer ermordet. Der größte Teil ihrer Familie wurde in Auschwitz ermordet, nur ihre Tochter Yvonne konnte sich und ihren Sohn Renato retten.                                                |
|              | HIER WOHNTE MILENA MODIGLIANI GEBOREN 1915 VERHAFTET 6.12.1943 DEPORTIERT AUSCHWITZ ERMORDET 6.2.1944                                                                       | Piazza Bovio, 33 ·                             | Milena Modigliani wurde am 8. September 1915 in Livorno geboren. Sie war die Tochter von Gino Modigliani und Emma Benedetti. Sie war Hausfrau und verheiratet mit Aldo Procaccia. Das Paar hatte einen Sohn, Paolo (geboren 1943). Die Familie wollte sich 1943 in Sicherheit bringen und zog gemeinsam mit den Schwiegereltern und weiteren Familienmitgliedern in die Toskana. Sie wurden verraten und Milena Modigliani wurde gemeinsam mit Ehemann und Sohn und fünf weiteren Verwandten am 6. Dezember 1943 in Cerasomma festgenommen und war danach in Bagni di Lucca und im Mailänder San-Vittore-Gefängnis interniert. Am 30. Januar 1944 wurde das Lager aufgelöst und das Ehepaar Procaccia wurde mit sieben Verwandten im Transport Nr. 6 vom Bahnhof Milano Centrale nach Auschwitz deportiert. Milena Modigliani wurde dort am 6. Februar 1944, am Tag der Ankunft des Transportes, zusammen mit ihrem Sohn in einer Gaskammer ermordet. Ihr Ehemann musste Zwangsarbeit verrichten und wurde am 1. Mai 1944 ermordet. |
|              | HIER WOHNTE ORESTE SERGIO MOLCO GEBOREN 1911 VERHAFTET 20.1.1944 DEPORTIERT AUSCHWITZ TOT 28.2.1945                                                                         | Piazza Bovio, 33 ·                             | Oreste Sergio Molco wurde am 8. Januar 1911 in Viareggio als Sohn von Augusto und Lina Molco geboren. Er war Elektriker und verheiratet mit Ivonne Procaccia und ging zur Familie seiner Frau nach Neapel. Das Paar hatte einen Sohn, Renato. Die Großfamilie wollte sich 1943 in Sicherheit bringen und zog gemeinsam in die Toskana. Während seine Schwiegereltern mit dem Großteil der Familie nach Cerasomma ging, zog Oreste Sergio Molco mit seiner Frau und seinem Sohn in seine Heimatstadt. Am 20. Januar 1944 wurde er verhaftet, seine Frau und sein Sohn befanden sich nicht im Haus, sahen die Verhaftung aus der Ferne und konnten sich retten. Er wurde nach Bagni di Lucca überstellt, wo bereits die Schwiegereltern und weitere Familienmitglieder, die am 6. Dezember 1943 verhaftet wurden, seit Wochen interniert waren. Am 30. Januar 1944 wurde er mit den Verwandten seiner Frau im Transport Nr. 6 von Mailand nach Auschwitz deportiert. Mit dem Transport langten 700 Menschen in Auschwitz an, nur 97 Männer und 31 Frauen überstanden die Selektion und wurden in das Lager eingewiesen. Oreste Sergio Molco war einer von ihnen. Sergio Oreste Molco starb am 28. Februar 1945 an den Folgen der Lagerhaft. Frau und Sohn überlebten die Shoah und wanderten nach Israel aus. |
|              | HIER WOHNTE LORIS PACIFICI GEBOREN 1910 VERHAFTET 6.12.1943 DEPORTIERT AUSCHWITZ ERMORDET                                                                                   | Piazza Bovio, 33 ·                             | Loris Pacifici wurde am 3. Juni 1910 in Livorno geboren. Seine Eltern waren Flaminio Ruggero Pacifici und Elisa Servi. Er war Vertreter und verheiratet mit Elda Procaccia. Das Paar hatte eine Tochter, Luciana geboren am 28. Mai 1943 in Neapel. Die ganze Familie, auch seine Schwiegereltern und die Geschwister seiner Frau, flüchtete aus Neapel in die Toskana. Loris Pacifici, seine Frau und seine Tochter sowie weitere Verwandte wurden verraten und am 6. Dezember 1943 in Cerasomma, einem Stadtteil von Lucca verhaftet. Die Familie war wochenlang in Bagni di Lucca interniert. Am 30. Januar 1944 wurde das Lager aufgelöst und Loris Pacifici mit Frau und seiner acht Monate alten Tochter von Mailand nach Auschwitz deportiert. Seine Tochter erfror im plombierten Viehwaggon. Loris Pacifici, seine Schwiegereltern und weitere Verwandte seiner Frau wurden in Auschwitz ermordet. Seine Frau wurde in das KZ Bergen-Belsen überstellt und kam dort ums Leben. |
|              | HIER WOHNTE LUCIANA PACIFICI GEBOREN 1943 VERHAFTET 6.12.1943 DEPORTIERT AUSCHWITZ ERMORDET                                                                                 | Piazza Bovio, 33 ·                             | Luciana Pacifici wurde am 28. Mai 1943 in Neapel geboren. Ihre Eltern waren Loris Pacifici und Elda Procaccia. Die Familie wollte sich in gemeinsam mit den Großeltern und weiteren Verwandten in Sicherheit bringen und ging 1943 nach Cerasomma, einen Stadtteil von Lucca in der Toskana. Sie wurden verraten und verhaftet. Sie wurden wochenlang im neu errichteten Lager in Bagni di Lucca interniert. Am 30. Januar 1944 wurde das Lager aufgelöst und sie wurde, im Alter von acht Monaten, mit dem Transport Nr. 6 von Mailand nach Auschwitz deportiert. Luciana Pacifici erfror im plombierten Viehwaggon. Ihre Mutter wurde im Dezember 1944 im KZ Bergen-Belsen ermordet. Ihr Vater, ihre Großeltern mütterlicherseits und weitere Verwandte wurden in Auschwitz ermordet. An Luciana Pacifici erinnert seit 2015 eine Straße in Neapel, die Via Luciana Pacifici, und seit 2018 eine Fußgängerbrücke in Viareggio. In Cerasomma wurde die Bibliothek nach ihr und ihrem Cousin Paolo Procaccia benannt. Im Februar 2020 wurde ein weiterer Stolperstein auf der Piazza Carl III für ihn verlegt. |
|              | IN NEAPEL WOHNTE LUCIANA PACIFICI GEBOREN 1943 VERHAFTET 6.12.1943 DEPORTIERT AUSCHWITZ ERMORDET 6.2.1944                                                                   | Piazza Carlo III ·                             | Luciana Pacifici, Biografie siehe oben |
|              | IN NEAPEL WOHNTE ALDO PROCACCIA GEBOREN 1905 VERHAFTET 6.12.1943 DEPORTIERT AUSCHWITZ ERMORDET                                                                              | Piazza Bovio, 33 ·                             | Aldo Procaccia wurde am 5. November 1905 in Florenz geboren. Seine Eltern waren Amedeo Procaccia und Jole Benedetti. Er hatte zwei Schwestern: Elda und Ivonne. Procaccia war Händler und verheiratet mit Milena Modigliani aus Livorno. Das Paar hatte einen Sohn, Paolo (geboren 1943). Die Familie wollte sich 1943 in Sicherheit bringen und zog gemeinsam den Eltern, den Schwestern, deren Partner und Kinder in die Toskana. Sie wurden verraten und Aldo Procaccia wurde gemeinsam mit seiner Ehefrau und seinem Sohn am 6. Dezember 1943 in Cerasomma festgenommen. Er war danach in Bagni di Lucca und im Mailänder San-Vittore-Gefängnis interniert. Am 30. Januar 1944 wurde das Ehepaar Procaccia mit ihrem Sohn und sechs weiteren Verwandten im Transport Nr. 6 von Mailand nach Auschwitz deportiert. Von den 700 Deportierten überstanden nur 97 Männer und 31 Frauen die Selektion, alle anderen wurden in den Gaskammern ermordet. Aldo Procaccia war einer der wenigen, die ins Lager kamen. Man tätowierte ihm die Häftlingsnummer 173465 ein. Aldo Procaccia hat die Shoah nicht überlebt. Seine Nichte starb bereits während des Transports. Die Eltern und ein Schwager wurden in Auschwitz ermordet, ein weiterer Schwager starb an den Folgen des Lageraufenthaltes kurz nach der Befreiung 1945. Seine Schwester Elda wurde in Bergen-Belsen ermordet. |
|              | HIER WOHNTE AMEDEO PROCACCIA GEBOREN 1881 VERHAFTET 6.12.1943 DEPORTIERT AUSCHWITZ ERMORDET 6.2.1944                                                                        | Piazza Bovio, 33 ·                             | Amedeo Procaccia wurde am 20. Juni 1881 in Florenz geboren. Seine Eltern waren Angelo Procaccia und Fortunata Di Segne. Er hatte zumindest einen Bruder, Umberto. Er war verheiratet mit Jole Benedetti. Das Paar hatte drei Kinder (Aldo, Ivonne und Elda) und drei Enkelkinder (Renato, Paolo und Luciana). 1918 zog die Familie nach Neapel, weil er Schammes in der dortigen Synagoge wurde. Die jüngste Tochter wurde bereits in Neapel geboren. Schwiegertochter und Schwiegersöhne lebten später ebenso im Familienverband. Die Familie wollte sich in Sicherheit bringen und zog in die Toskana. Doch sie wurden verraten und in Cerasomma, einem Stadtteil von Lucca verhaftet. Seine Tochter Ivonne, deren Mann und der gemeinsame Sohn des Paares, Renato, befanden sich woanders und wurden nicht verhaftet. Gemeinsam mit seiner Frau und weiteren Familienangehörigen war er wochenlang in Bagni di Lucca interniert. Am 30. Januar 1944 wurde das Ehepaar Procaccia mit sieben Verwandten von Mailand nach Auschwitz deportiert. Seine Enkeltochter erfror im plombierten Viehwaggon. Amedeo Procaccia und seine Frau wurden unmittelbar nach der Ankunft am 6. Februar 1944 in den Gaskammern ermordet. Tochter Elda starb in Bergen-Belsen. Sohn, Enkelsohn, Bruder, Schwiegersöhne und Schwiegertochter wurden in Auschwitz ermordet, sein Schwiegersohn Sergio Oreste Molco starb kurz nach der Befreiung an den Folgen der Lagerhaft. Seine Tochter Yvonne und Enkel Renato entkamen der Shoah und emigrierten nach Israel. |
|              | HIER WOHNTE ELDA PROCACCIA GEBOREN 1919 VERHAFTET 6.12.1943 DEPORTIERT AUSCHWITZ ERMORDET 1945 BERGEN-BELSEN                                                                | Piazza Bovio, 33 ·                             | Elda Procaccia wurde am 7. Mai 1919 in Neapel geboren. Ihre Eltern waren Amedeo Procaccia und Jole Benedetti. Sie hatte zwei Geschwister: Aldo und Ivonne. Sie war Hausfrau und verheiratet mit Loris Pacifici aus Livorno. Das Paar hatte eine Tochter, Luciana (geboren 1943). Die ganze Familie flüchtete aus Neapel in die Toskana. Doch die Procaccia und die Pacifici wurden verraten und am 6. Dezember 1943 in Cerasomma, einem Stadtteil von Lucca, verhaftet. Danach waren sie wochenlang in Bagni di Lucca interniert. Am 30. Januar 1944 wurde das Lager aufgelöst und Elda Procaccia mit ihrem Mann und ihrem acht Monate alten Kind von Mailand nach Auschwitz deportiert. Ihre Tochter Luciana erfror im plombierten Viehwaggon. Elda Procaccias weiterer Weg wird unterschiedlich dargestellt. Während es Quellen gibt, die angeben, dass sie 1944 im KZ Bergen-Belsen an Hunger und Krankheit starb (laut Stolperstein erst 1945), geben weitere Quellen 1944 und Auschwitz als Ort ihres Todes an. Ihr Ehemann, ihre Eltern und weitere Verwandte wurden in Auschwitz ermordet, nur ihre Schwester Yvonne und deren Sohn überlebten. |
|              | HIER WOHNTE PAOLO PROCACCIA GEBOREN 1943 VERHAFTET 6.12.1943 DEPORTIERT AUSCHWITZ ERMORDET 6.2.1944                                                                         | Piazza Bovio, 33 ·                             | Paolo Procaccia wurde am 3. Januar 1943 in Neapel geboren. Seine Eltern waren Aldo Procaccia und Milena Modigliani. Seine Familie flüchtete mit ihm in die Toskana. Dort wurden sie verraten und am 6. Dezember 1943 in Cerasomma festgenommen wurde. Gemeinsam mit seinen Eltern war Paolo in ein Lager in Bagni di Lucca und dann im Mailänder San-Vittore-Gefängnis interniert. Am 30. Januar 1944 wurde Paolo Procacci mit seinen Eltern, Großeltern und weiteren Verwandten im Transport Nr. 6 vom Bahnhof Milano Centrale in das Vernichtungslager Auschwitz-Birkenau deportiert. Paolo Procaccia wurde am 6. Februar 1944 unmittelbar nach der Ankunft des Zuges in Auschwitz zusammen mit seiner Mutter in einer Gaskammer ermordet. Auch sein Vater und seine Großeltern wurden in Auschwitz ermordet. Seine Cousine starb bereits während des Transports. Eine Tante wurde in Bergen-Belsen ermordet, zwei Onkel überlebten Auschwitz ebenfalls nicht. Ein weiterer Stolperstein wurde im Februar 2021 auf der Piazza Carlo III verlegt. |
|              | IN NEAPEL WOHNTE PAOLO PROCACCIA GEBOREN 1943 VERHAFTET 6.12.1943 DEPORTIERT AUSCHWITZ ERMORDET 6.2.1944                                                                    | Piazza Carlo III ·                             | Paolo Procaccia, Biografie siehe oben |
|              | HIER WOHNTE SERGIO DE SIMONE GEBOREN 1937 VERHAFTET 28.3.1944 FIUME DEPORTIERT AUSCHWITZ OPFER MEDIZINISCHER EXPERIMENTE ERMORDET 20.4.1945 SCHULE BULLENHUSER DAMM HAMBURG | Quartiere Vomero, · Via Raffaele Morghen, 65 · | Sergio De Simone (1937–1945) Bereits im März 2019 war ein Stolperstein für den ermordeten Jungen in Rijeka, vormals Fiume, verlegt worden – am Ort seiner Verhaftung. Ein weiterer Stolperstein wurde im Februar 2021 auf der Piazza Carlo III verlegt. |
|              | IN NEAPEL WOHNTE SERGIO DE SIMONE GEBOREN 1937 VERHAFTET 28.3.1944 DEPORTIERT AUSCHWITZ TOT 20.4.1945                                                                       | Piazza Carlo III ·                             | Sergio De Simone, Biografie siehe oben |

Überlebt haben aus der elfköpfigen Familie nur zwei: Renato Molco, zum Zeitpunkt der Deportationen fünf Jahre alt, und seine Mutter Ivonne Procaccia, die Ehefrau von Oreste Sergio Molco. Sie emigrierten später nach Israel.

## Verlegedaten
Die Gedenkarbeit in Neapel begann nicht mit den Stolpersteinen. In den 1990er Jahren wurde die Synagoge mit staatlicher Förderung renoviert. 2008 wurden in Kooperation mit Yad Vashem zwei Ausstellungen organisiert: eine zur Aktion T-4, der gezielten Ermordung psychisch Kranker, zur Verfemung sogenannter Entarteter Kunst und zum Einsatz der Medizin als Verfolgungsinstrument, eine weitere präsentierte zwanzig Porträts von Frauen, die Ghetto und Venrichtsungslager überlebten. Im November 2015 wurde eine Straße nach Luciana Pacifici benannt, dem kleinen jüdischen Mädchen, deren Schicksal oben beschrieben ist. Die Straße war zuvor nach dem Juristen Gaetano Azzariti (1881–1961) benannt, einem der Architekten der italienischen Rassengesetze.
Initiiert wurden die Stolpersteine für Neapel von Alfredo Cafasso Vitale und Nico Pirozzi. Die ersten neun Stolpersteine wurden am 4. Januar 2020 von Gunter Demnig persönlich verlegt. Weitere drei Stolpersteine wurden am 1. Februar 2021 an der Piazza Carlo III verlegt. Unterstützt wurde das Projekt vom langjährigen Kultursenator der Stadt, Nino Daniele, der Ende November 2019 abgelöst wurde. Seine Nachfolgerin, Eleonora de Majo, verursachte durch Israel-kritische Aussagen Empörung in der jüdischen Gemeinde der Stadt. Deren Repräsentanten und die der Federazione Italia Israele blieben der Verlegung der Stolpersteine fern.